# Pârâul Lung, Sasca
Pârâul Lung este un curs de apă, afluent al râului Sasca. 

## Hărți
- Harta Munții Tarcău  Arhivat în 22 februarie 2010, la Wayback Machine.